# António Mimoso Guerra
António Nogueira Mimoso Guerra ComC (Lagos, Santa Maria, 8 de setembro de 1867 — Lisboa, Santa Isabel, 11 de janeiro de 1950) foi um político e administrador colonial português.

## Biografia
Filho de Joaquim Maria Gusmão Guerra (Ponta Delgada, São Pedro, 24 de Janeiro de 1833 - 25 de Junho de 1904) e de sua mulher Amélia Augusta Nogueira Mimoso. Casou com Maria Francisca de Abreu e Sousa (Lisboa, Santa Isabel, 19 de Abril de 1874 - Lisboa, 1934), neta paterna de João Crisóstomo de Abreu e Sousa, trineta do 5.º Visconde com Grandeza de Asseca e ?.º Almotacé-Mor do Reino e sobrinha-5.ª-neta do 1.º Conde de Lavradio e 1.º Marquês de Lavradio de juro e herdade e 1.º Conde de Avintes de juro e herdade, sendo bisavô de Ana Maria Brito Bustorff Guerra.
Exerceu de forma interina o cargo de Governador da Colónia de Angola em 1919, tendo sido antecedido por Filomeno da Câmara de Melo Cabral e sucedido por Francisco Coelho do Amaral dos Reis, 1.º Visconde de Pedralva.
A 28 de Junho de 1919 foi feito Comendador da Ordem Militar de Nosso Senhor Jesus Cristo.
Foi o 30.º Presidente do Conselho da Ordem do Grande Oriente Lusitano entre 1930 e 1931.